# Бонкув (Бжезький повіт)
Бонкув (пол. Bąków, нім. Bankau) — село в Польщі, у гміні Ґродкув Бжезького повіту Опольського воєводства.
Населення — 561 особа (2011).
У 1975-1998 роках село належало до Опольського воєводства.

## Демографія
Демографічна структура станом на 31 березня 2011 року:
|          | Загалом | Допрацездатний вік | Працездатний вік | Постпрацездатний вік |
| -------- | ------- | ------------------ | ---------------- | -------------------- |
| Чоловіки | 283     | 71                 | 192              | 20                   |
| Жінки    | 278     | 67                 | 167              | 44                   |
| Разом    | 561     | 138                | 359              | 64                   |